# Capsicum rhomboideum
Capsicum rhomboideum (Humb. & Bonpl. ex Dunal) Kuntze, 1891 è una pianta della famiglia delle Solanacee, nativa dell'America tropicale.

## Descrizione
Capsicum rhomboideum è un arbusto perenne. Differisce dalle altre specie di Capsicum per i fiori, di colore giallo e per la produzione di frutti piccoli, penduli e non piccanti.
Il numero cromosomico di questa specie è 2n=26.

## Distribuzione e habitat
L'areale di C. rhomboideum si estende dal Messico, attraverso l'America centrale, sino alla parte settentrionale del Sud America (Colombia, Ecuador, Venezuela e Perù).